# Oxypetalum kleinii
Oxypetalum kleinii là một loài thực vật có hoa trong họ La bố ma. Loài này được Fontella & Marquete mô tả khoa học đầu tiên năm 1987.